# Bathford
Bathford (die Betonung liegt auf der zweiten Silbe) ist ein 4 Kilometer östlich von Bath in Somerset gelegenes Dorf. Es hat etwa 1800 Einwohner und erstreckt sich über eine Fläche von 600 Hektar. Das Dorf gehört zu Bath and North East Somerset, einer Unitary Authority.

## Geographie

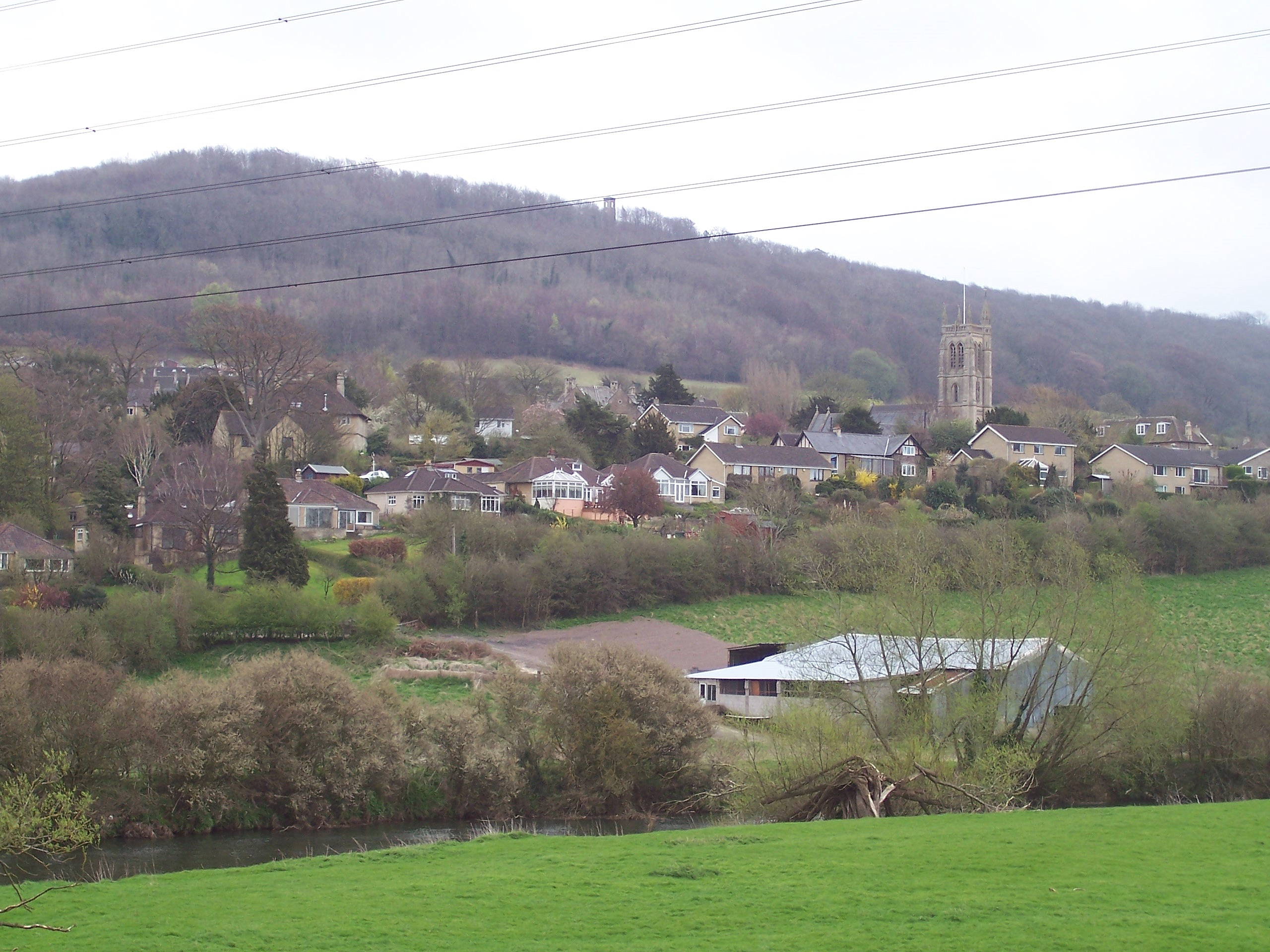
Blick auf Bathford

Das von vielen Natursteinmauern umgebene Dorf liegt verkehrsgünstig an der Hauptverkehrsstraße A 363, die zur etwa 1 Kilometer nördlich gelegenen A4 führt. Die Straße überquerte an der Bathford Brücke den By Brook (einen Bach, der auch unter den Namen Box Brook und The Weaver and Withy Brook bekannt ist). Noch heute überspannt die im 13. oder 14. Jahrhundert erbaute Brücke den Bach. Vorher hatte sich an dieser Stelle eine Furt befunden, von der der Dorfname herrührt. Bathford liegt auf dem südlichen Hang des Avonvaletals. Auf den Hügeln hinter dem Dorf befinden sich mehrere Natursteinbrüche. Von dort aus hat man auch einen hervorragenden Blick über das Tal und auf den nahe gelegenen Solsbury Hill, der auch in Peter Gabriels Lied besungen wird.

## Geschichte
Im „Codex Diplomaticus Aevi Saxonici“, einer historischen Urkunde, wird ein Kirchspiel, bestehend aus drei so genannten „tithings“, quasi Gutshöfen an der Stelle des heutigen Bathford erwähnt. Es handelt sich dabei um die Höfe Bathford in der Mitte, im Norden Shockerwick und Warley (heute Warleigh) im Süden. Bis zum 17. Jahrhundert wurden die Höfe unter dem Namen „Forde“ geführt, abgeleitet von der Furt über den By Brook zwischen Bathford und Bathampton. Die Furt war direkt mit der Römerstraße Fosse Way verbunden. Dies ist schon in einem sächsischen Dokument aus dem 10. Jahrhundert nachzulesen, in dem die Gutshöfe beschrieben werden. Die Grenzen der damaligen Höfe und der Fosse Way entsprechen ungefähr den heutigen Gemeindegrenzen.
In der Nähe des Übergangs befinden sich die Ruinen einer römischen Villa in deren Resten man im 17. Jahrhundert ein Hypokaustum, eine römische Heißluftheizung fand. Diese Villa wird schon von John Aubrey in seinem Werk „Monumenta Britannica“ erwähnt:

„In Bathford (nahe der Stadt Bathe) wurde im Jahre 1655 beim Ausheben eines ungewöhnlich tiefliegenden Entwässerungsgrabens auf dem Grundstück von Mr. Skreene ein Raum in der Breite von 14 Fuß und der Länge von 17 Fuß entdeckt. Ihr Fußboden bestand aus kleinen verschiedenfarbigen Steinen im opus tesselatum ( Mosaik ) nämlich weiß (Kalkstein), blau (liasse) und rot (feiner Ziegel). In der Mitte des Raumes war ein nicht sehr gut proportionierter blauer Vogel und in jedem der vier Ecken eine Art Knoten. Dieses Grundstück und das gesamte Gehöft gehört der Abtei von Bath. Unterhalb des Fußbodens befindet sich Wasser. Der Fußboden steht auf Steinsäulen, die im Abstand einer Elle stehen. Auf die Säulen wurden Steinplanken gelegt, auf denen das opus tesselatum gelegt wurde. Etwas unterhalb tritt Wasser aus dem Erdreich aus und viele sind überzeugt, dass dort sehr viel Wasser darin ist. Die Entdeckung führte dazu, dass der Ort von so vielen Leuten aufgesucht wurde, dass sich Mr. Skreene veranlasst sah, den Platz wieder abzudecken, weil die große Menschenmenge, insbesondere aus Bathe sein Grundstück zerstörte. Er schaffte es aber nicht den Ort so schnell abzudecken, so dass Leute die Arbeit zerstörten und abrissen, bevor ich dorthin kommen und es mir ansehen konnte. Seine Schwiegertochter hatte aber den Fußboden als Gobelinstickerei gefertigt. Mr. Skreene sagte mir, das dort ein weiterer angrenzender unberührter Fußboden sei.“

In der Nähe von Bathford, auf der anderen Flussseite, befindet sich eine große Wiese, die als „Horselands“ bekannt ist. Nach der Überlieferung soll diese Wiese als Exerzierplatz für die römische Kavallerie gedient haben. In späterer Zeit wurde diese Wiese, die von der Ostling Lane und der Bradford Road(A363) begrenzt wird, dazu benutzt, die Zusatzpferde für die Postkutsche weiden zu lassen, die die Post nach Bathford Hill hinaufzogen. Nachdem die Kutsche wieder unten war, wurden die Pferde wieder ausgespannt und warteten auf die nächste Kutsche. Bei den älteren Bewohnern wird die Ostling Lane auch heute noch Horses Lane (Pferdegasse) genannt.

## Sehenswürdigkeiten
- Die Old Bathford Railway Bridge wurde von Isambard Kingdom Brunel als Teil der alten Great Western Railway gebaut.
- Die St, Swithun’s Church, deren ältester Gebäudeteil aus dem 12. Jahrhundert stammt umgibt ein Friedhof, auf dem Admiral Lord Nelsons Schwester Ann bestattet worden ist. Das Grab ist allerdings nicht mehr aufzufinden.
- Eleazer, (ein früherer Bürgermeister von Bath) Enkel von Moses Pickwick von Corsham ist ebenfalls in St: Swithun’s beigesetzt.